# Acanthomymar nigrum
Acanthomymar nigrum är en stekelart som beskrevs av Subba Rao 1970. Acanthomymar nigrum ingår i släktet Acanthomymar och familjen dvärgsteklar.
Artens utbredningsområde är Uganda. Inga underarter finns listade i Catalogue of Life.